# Saint-Marcelin-de-Cray
Saint-Marcelin-de-Cray è un comune francese di 196 abitanti situato nel dipartimento della Saona e Loira nella regione della Borgogna-Franca Contea.

## Società

### Evoluzione demografica
Abitanti censiti